# 德里蘭德湖
52°14′23.564″N 7°4′41.743″E / 52.23987889°N 7.07826194°E

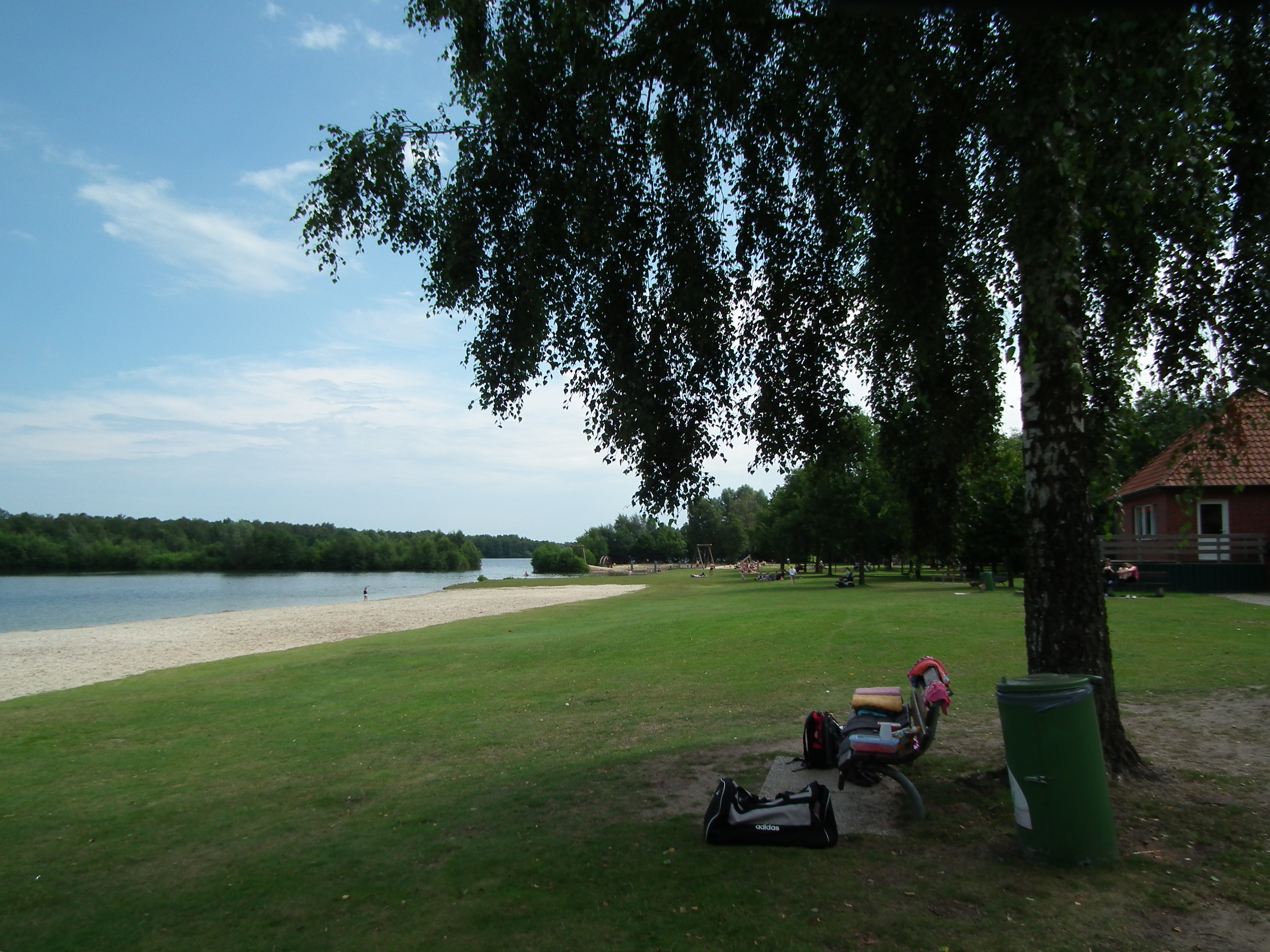

德里蘭德湖（德語：Drilandsee），是德國的湖泊，位於該國西部，由北萊茵-威斯特法倫州負責管轄，處於博爾肯郡，長1.1公里、寬0.4公里，面積0.28平方公里，平均水深4米，最大水深7米，湖岸線長度3.3公里。